# فرار به جهنم
فرار به جهنم و داستان‌های دیگر (به انگلیسی: Escape to Hell and other stories) مجموعه‌ای از مقالات است که توسط معمر قذافی رهبر لیبی نگاشته شد. ترجمه انگلیسی این کتاب در سال ۱۹۹۸ میلادی منتشر شد. این کتاب از روی نسخه فرانسوی آن که از عربی به فرانسوی برگردانده شده بود، ترجمه شده است. پییر سالینجر سناتور و روزنامه‌نگار آمریکایی، مقدمه این کتاب را نگاشته است. این کتاب شامل مقالاتی درباره دین و سیاست، داستان و افکار قذافی بوده است.